# Patrick Dunbar (8e comte de March)
Pour les articles homonymes, voir Patrick Dunbar.
Patrick IV comte de March (né vers 1242 – mort le 10 octobre 1308), parfois nommé Patrick de Dunbar 8e comte de March,,,,, le plus important magnat de la région des Scottish Borders qui fut un des Compétiteurs lors de la crise de succession écossaise.

## Succession
Il est réputé être âgé de 47 ans lorsqu'il succède à son père, Sir Patrick de Dunbar, chevalier, comte de Dunbar, hérite des domaines de Patrick III comte de Dunbar le 14 mai 1290. Il est le premier comte de Dunbar à assumer le titre additionnel alternatif de comte de March, c'est ainsi qu'il est désigné  Comes de Marchia dès le Parlement de Birgham-on-Tweed de 1290, qui confirme les fiançailles de la reine Marguerite Ire avec le fils du roi Édouard Ier d'Angleterre.

## Ambition et soumission
Il est un également un des Compétiteurs lors de la crise de succession écossaise qui suit le décès prématuré de la jeune reine. Dès 1291, il réclame formellement les droits qu'il tient de son arrière-grand-mère, Ada, comtesse de Dunbar, une fille illégitime de Guillaume le Lion, roi d'Écosse. Comme de nombreux noble écossais, dont la Maison de Bruce, Dunbar détient des domaines en Angleterre et à ce titre il doit un service armé de chevalier au roi Édouard Ier qui le convoque afin de l'assister contre le roi de France en 1294 lors de sa guerre en Gascogne.

## Fidélité mouvante
Le comte de Dunbar et de March, comme le comte d'Angus Gilbert d'Umfraville, Robert Bruce l'Ainé, et son fils et homonyme comte de  Carrick, jurent fidélité au roi anglais à Wark le 25 mars 1296. Lors de cette même année troublée il est trahi par son épouse qui se range dans le camp écossais et place le Château de Dunbar du côté de Jean de Balleul, mais il est contraint de se soumettre au 
roi Édouard Ier en avril 1296. En 1297 
il semble que le comte abandonne son allégeance envers Édouard Ier, met ses domaines sous le contrôle de la Couronne d'Écosse et est favorablement accueilli par William Wallace, à qui il livrait de durs combats l'année précédente. En 1298 il est lieutenant du roi pour l'Écosse, et en 1300 il est présent lors du siège du château de Caerlaverock, avec son fils aîné et héritier, Patrick.

## Mariage
le comte épouse avant 1282, Marjorie, fille d'Alexander Comyn 6e comte de Buchan et de sa femme Elizabeth, fille de Roger de Quincy, 2e comte de  Winchester et d' Ellen de Galloway,,.
Ils ont les enfants connus suivants :
- Patrick V Dumbar, comte de March ;
- John de Dunbar de Derchester & Birkynside, grand-père de Georges  Dunbar, 10e comte de March ;
- George de Dunbar, ancêtre de la famille Mochrum[13] ;
- Cecilia épouse putative de James Stuart, 5e Grand sénéchal d'Écosse ;
- Isabella épouse Roger Fitzjohn, 4e Baron Clavering.